# Brosheid

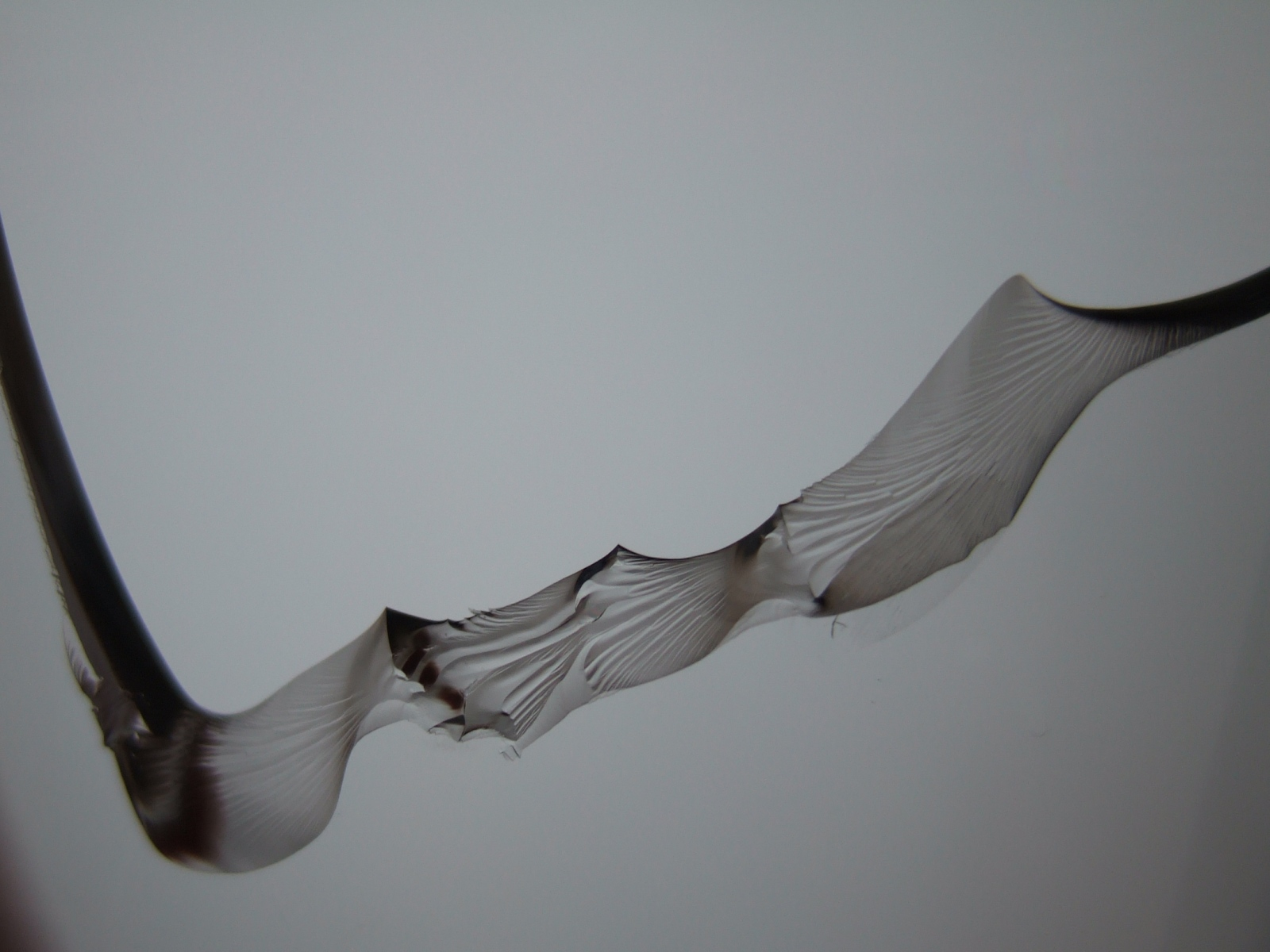
Conchoïdale of schelpvormige breuk in het amorfe materiaal glas

Spanning-rekdiagram van in het blauw een ductiel materiaal en in het rood een bros materiaal. De oppervlakte onder de curve geeft de energie dat het materiaal kan opnemen en dus de taaiheid aan. De hoeveelheid plastische rek die een materiaal kan ondergaan zonder te breken geeft de brosheid of ductiliteit aan.

De brosheid van een materiaal is de eigenschap om zonder veel (plastisch) te rekken te breken. Een brosse breuk is een breuk waarin het materiaal, in tegenstelling tot een ductiele breuk, weinig breukenergie en plastische vervorming nodig heeft om te breken. Het breukvlak is daardoor vlak.

## Brosse breuk
Een brosse breuk is een onderbreking in de structuur van een materiaal. Brosse breuk in kristallijn materiaal wordt ook wel splijtbreuk of splijting genoemd. Als de bindingskrachten tussen de atomen overtroffen worden door trekkrachten, zal er splijting optreden. 
In een amorf materiaal heet een brosse breuk een conchoïdale of schelpvormige breuk.
Bij brosse breuk komt bijna geen plastische vervorming voor, maar er is wel een hoge scheurvoortplantingssnelheid. Het vindt plaats wanneer een materiaal uiterst bros is of wanneer de treksnelheid zeer groot is. Wanneer een taai materiaal bros gebroken moet worden - bijvoorbeeld nadat er scheurgroei in een materiaal is opgetreden, en de staaf geheel gebroken moet worden om de scheurtip te onderzoeken - kan hij met stikstof worden afgekoeld, en daarna in een trekbank worden geplaatst. Dit fenomeen is ook te zien bij een sterretje in de voorruit van een auto, welke abrupt kan doorscheuren over het materiaal.
Tijdens de Tweede Wereldoorlog zijn er door brosse breuk tientallen liberty-schepen gezonken. 

## Breuktaaiheid
De "breuktaaiheid" van een materiaal is een materiaaleigenschap, die iets zegt over de scheurgroei. De breuktaaiheid kan met behulp van een kerfslagproef worden bepaald. Ook uit een spanning-rekdiagram kan worden bepaald of een materiaal bros of taai is, zo zal een klein oppervlak onder de curve aangeven dat het bros is. Tevens zal er dan geen insnoering en niet of nauwelijks plastische vervorming zijn opgetreden, waardoor er geen ductiele breuk maar brosse breuk ontstaat. Voorbeelden van materialen waarbij een brosse breuk optreedt zijn glas en keramiek.
In de praktijk wordt de gewenste taaiheid van een materiaal aangegeven door de kerfslagwaarde. Indien er materiaaleisen gesteld worden, wordt er naast de sterkte-eisen ook vaak een kerfslagwaarde bij een bepaalde temperatuur bij gevraagd. Deze kerfslagwaarde is in feite de energie die wordt gebruikt om een staafje te breken; dus hebben taaie materialen een hogere kerfslagwaarde dan brosse materialen. Vooral in de offshore en scheepvaartindustrie worden er hoge eisen gesteld aan het materiaal met betrekking tot de taaiheid. Indien er aan het staal gelast moet worden en als het materiaal bij lage temperaturen moet worden gebruikt zijn de eisen zeer hoog. Meestal is dat materiaal zo taai dat de taaiheid bij 0°C niet kan worden gemeten en wordt de waarde gevraagd bij -20°C of -40°C. Veel materialen (waaronder staal) hebben een overslagpunt als de breuktaaiheid wordt afgezet tegen de temperatuur van het materiaal. Bij lage temperaturen gedraagt het materiaal zich significant minder taai dan bij hogere temperaturen. Dat is ook de reden waarom van een bepaald materiaal de kerfslagwaarde niet van de ene temperatuur naar de andere kan worden omgerekend.

Voorbeelden van brosse breuk
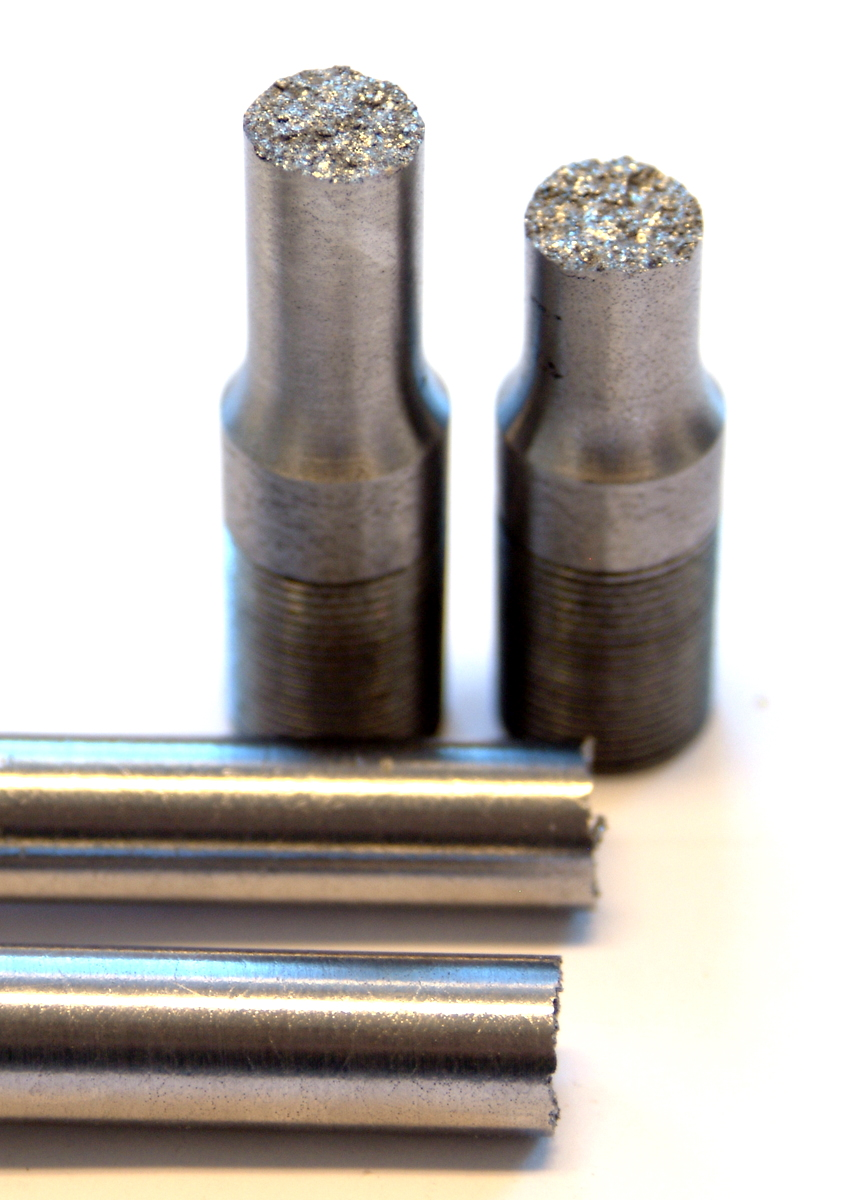
Breukvlak na een brosse breuk in gietijzer door testen in een trekbank.
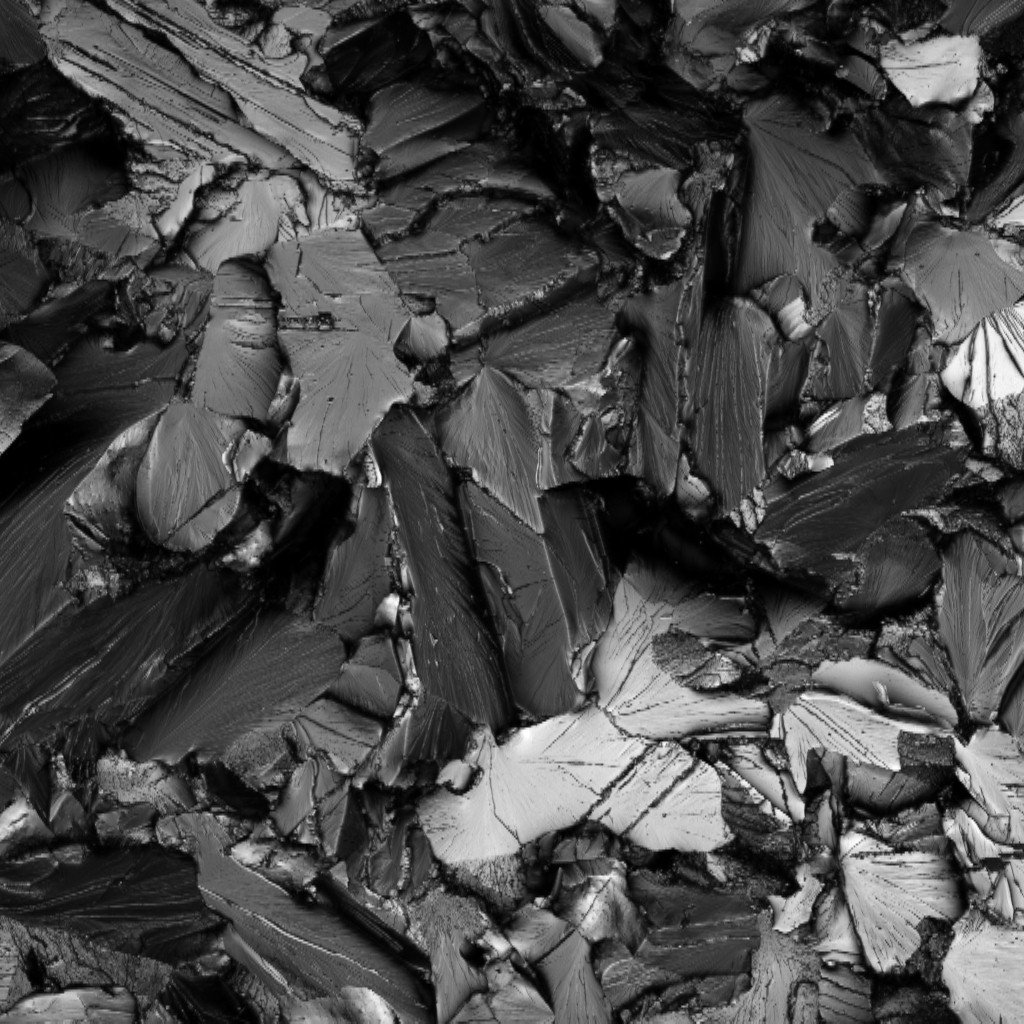
Bros breukvlak van een laag-koolstofstaal. De egale vlakken op het breukvlak zijn duidelijk zichtbaar.
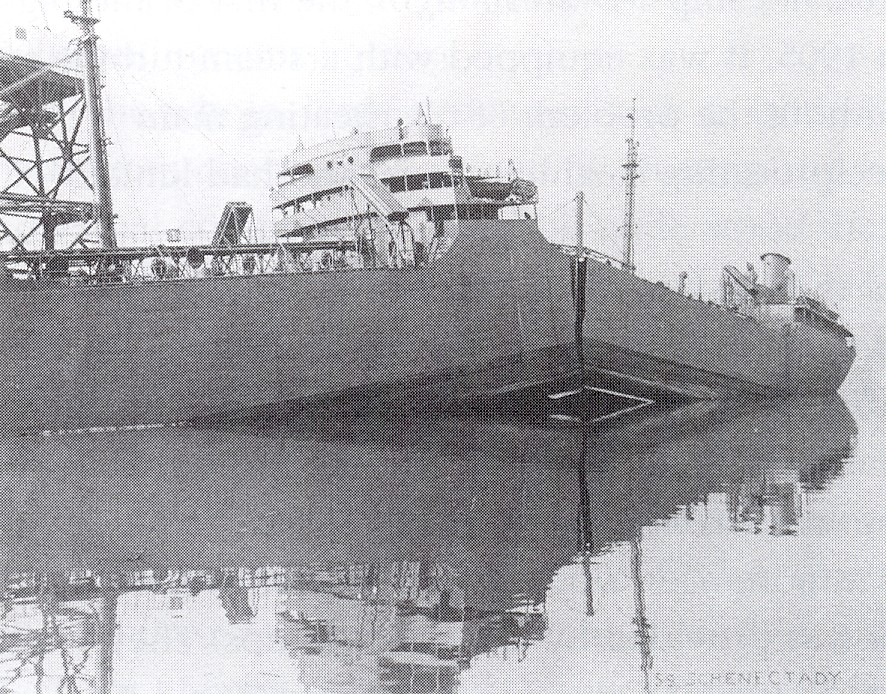
Schepen braken onverwachts door de midden, omdat de scheur een drempelwaarde (breuktaaiheid) overging en heel snel kon breken.
De kerfslagproef is een materiaaltest waarbij spanning wordt gezet op een materiaal met een scheur. Hiermee kan de breuktaaiheid worden gemeten.
Verschillende vormen van breuk: (a) bros, (b) meer ductiel en (c) geheel ductiel.